# Зловісна шістка
Зловісна Шістка (англ. Sinister Six) — вигадана команда суперзлодіїв від Усесвіту Marvel, створена Стеном Лі та Стівом Дітко, яка складається з противників супергероя Людини-Павука й зазвичай з'являється в різних серіях коміксів про нього. Перша екранізація команди була організована Доктором Восьминогом і з'явилася в коміксі The Amazing Spider-Man Annual # 1 (1964).

## Вигадана історія

### Перша Зловісна Шістка
Після трьох поразок поспіль від Людини-Павука Доктор Восьминіг утікає з в'язниці та вирішує зв'язатися з усіма суперлиходіями, які коли-небудь перетиналися з Людиною-Павуком, а саме: зі Стерв'ятником, Електро, Крейвен-мисливцем, Містеріо та Пісочною людиною. Розуміючи, що у нього не вийде довго стримувати всіх лиходіїв водночас, Доктор Восьминіг швидко складає план битви, за яким кожний окремий член Зловісної шістки повинен битися з Людиною-Павуком у спеціально відібраній місцевості.
У цей час герой незрозумілим чином втрачає свої надздібності та збирається повернутися до звичайного життя підлітка. Зловісна шістка дізнається, що Бетті Брант (секретарка Daily Bugle, де працює Пітер) відіграє велику роль у житті Людини-Павука, й викрадає її разом із перехожою тіткою Мей. Пітер дізнається про це в офісі Daily Bugle. Стерв'ятник говорить Джею Джону Джеймсону, щоб той проінформував Людину-Павука про те, що Бетті тримають в заручниках разом з тіткою Мей. Якщо Пітер хоче бачити їх живими, він повинен битися зі Зловісною шісткою.
Герой, попри втрату суперздібностей, одягає костюм Людини-Павука й відправляється рятувати Бетті з Мей. Електро — перший лиходій, з яким йому доводиться битися на електротехнічному заводі. Під час цієї битви Пітер якимось чином знову знаходить свої здібності, ухиляючись від удару електроенергії, та легко перемагає Електро. Після цього він по черзі б'ється з Крейвеном, Містеріо, Пісочною людиною і Стерв'ятником, перемагаючи їх усіх. Нарешті Пітер вирушає на бій з Доктором Восьминогом, який заманює його у величезний акваріум. Там Доктор хоче убити його, як справжній восьминіг, але Людина-Павук і тут здобуває перемогу.

### Повернення Зловісної Шістки
У номерах # 334—339 серії коміксів The Amazing Spider-Man всі злочинці тікають з в'язниці й вирішують помститися Павуку. Місце Крейвена, який покінчив життя самогубством, займає Гобґоблін. Команда знову була організована Доктором Восьминогом, який заявляв, що їхня мета — перемогти Людину-Павука. Згодом, виявляється, що це — частина більшого плану, за яким Восьминіг хоче стати володарем всього світу. Пісочна людина переходить на сторону Павука і допомагає йому зупинити Зловісну шістку, руйнуючи плани Доктора Восьминога.

### Помста Зловісної Шістки
Зелений Гоблін формує ще одну зловісну Шістку, щоб помститися Людині-Павуку, але вона зазнає поразки.

### Зловісна Сімка
Гобґоблін формує Лиховісну сімку, щоб перемогти Каїна, дефективного клона Людини-Павука. Їй майже вдається вбити його, але Людина-Павук рятує Каїна, і вони разом перемагають сімку.

### Зловісна Шістка Пісочної Людини
Пісочна людина і другий Містеріо знову формують Лиховісну шістку, в якій Веном заміняє Доктора Восьминога. Вона також переможена.

### Зловісна Дюжина
Команда «Зловісна Дюжина» бере участь в Секретній Війні.

### Зловісна Шістка під час Громадянської війни
Нова версія Зловісної шістки сформована під час Громадянської війни, але зупинена Секретними Месниками на чолі з Капітаном Америкою.

### Зловісна Шістка під час арки«Big Time»
Новий склад Зловісної шістки в особі Електро, Хамелеона, Носорога, Пісочної людини й Містеріо знову зібраний Доктором Восьминогом для свого таємного багатокрокового плану. Коли Людина-Павук вступає до Фонду Майбутнього, команда лиходіїв проникає в будівлю Бакстера, а до героїв, які перебувають на острові у Карибському морі, підіслані Хамелеон, Містеріо та роботи-двійники інших членів Шістки. Пізніше лиходії нападають на Академію Месників. Нарешті, коли Доктор розкриває свій план зі знищення всього світу за допомогою руйнування озонового шару Землі, лиходії переможені. Містеріо зраджує Шістку і зникає. Пісочна людина потрапляє у полон. Електро запущений в космос молотом Тора. Хамелеон погоджується співпрацювати. Носоріг тоне, потягнувши за собою і Сріблястого Соболя, який разом з Чорною Вдовою допомагає Павуку. Восьминіг переможений останнім: він вилізає зі своєї броні й цим користується Людина-Павук.

### Чудова Шістка
Організована Чудовим Людиною-павуком (Доктором Восьминогом в тілі Людини-Павука) особиста команда супергероїв на заміну Месників за допомогою контролю розуму її членів. Наприкінці Досконала Шістка вибирається з-під контролю Октавіуса і майже вбиває його, при цьому мало не знищивши Нью-Йорк.

## Агенти Зловісної Шістки
- Доктор Восьминіг
- Містеріо
- Електро
- Крейвен-мисливець
- Пісочна людина (Marvel Comics)
- Стерв'ятник
- Гобґоблін
- Гог
- Жук
- Шокер
- Едді Брок
- Зелений гоблін
- Скорпіон
- Хамелеон
- Ящір
- Гідроми
- Кувалда
- Тумстоун
- Бумеранг
- Карнаж
- Трапстер
- Похмурий жнець
- Стиратель
- Дикообраза
- Страх
- Руйнівник
- Носоріг

## Альтернативні версії

### Ultimate Marvel
У всесвіті Ultimate Marvel Зловісна шістка вперше з'явилася в сюжеті Ultimate Six. До неї увійшли: Зелений гоблін, Доктор Восьминіг, Електро, Пісочна Людина і Крейвен-мисливець. Кожен з них піддав себе незаконному генетичному експерименту і перебував у в'язниці Щ.И.Т.а, проте їм вдалося втекти. Зелений гоблін змусив Людину-Павука стати шостим членом команди, заявивши, що в іншому випадку він уб'є його тітку. Зловісна шістка атакувала Білий дім, але незабаром в битву з ними вступили Алтімейтс. Капітан Америка розповів Пітеру Паркеру, що його тітка перебуває в безпеці, після чого той став на їхній бік і допоміг зупинити п'ятьох злодіїв.
Зловісна шістка повернулася в сюжеті «Смерть Людини-павука». Шостим членом команди, цього разу, став Стерв'ятник. Всі лиходії були звільнені Норманом Озборном, який жадав помститися Людині-Павуку. Коли Доктор Восьминіг відмовився вбивати Пітера, Озборн вбив його. Інші ж попрямували до будинку Паркера у Квінсі. Там вони зустріли Людину-смолоскип і Людину-кригу і між ними зав'язався бій. Лиходіям вдалося перемогти, однак герої все ж вибили Озборна з ладу. Після цього з'являється Пітер Паркер і вступає в боротьбу з тими чотирма, що залишилися. Після битви Електро збирався добити Людину-Павука, але з'явилася тітка Мей і підстрелила зловмисника. В результаті короткого замикання Електро видав потужний електричний імпульс, при цьому знепритомнів і убив своїх товаришів. Озборн був переможений, однак Пітер Паркер загинув у битві з ним.

## Поза коміксів

### Мультфільм
- З'являється в мультсеріалі «Людина-Павук» 1994 року з'являється Підступна Шістка, яку зібрав Амбал.
- З'являється в мультсеріалі «Неймовірна Людина-Павук». Організував її як і в коміксах Доктор Восьминіг.
- З'являється в мультсеріалі «Досконала Людина-Павук». Знову організована Доктором Восьминогом.